# Deux Femmes causant au bord de la mer, Saint-Thomas
Deux Femmes causant au bord de la mer, Saint-Thomas est un tableau réalisé par le peintre franco-danois Camille Pissarro en 1856 à Paris, en France. De format horizontal, cette huile sur toile est une scène de genre qui représente deux femmes portant des paniers en discussion devant un paysage côtier de Saint-Thomas, l'île natale de l'artiste, dans les Antilles. Reçue en don de Paul Mellon en 1985, l'œuvre est conservée à la National Gallery of Art, à Washington, aux États-Unis.